# Гюдерия
Гюдерия (на турски: Güderi) е бърсалка или изтривалка за домакински нужди. Изработена е от синтетична материя или мека мъхната кожа, която е обработена по специален начин. Оцветена е от светло жълто-кафяво до тъмно жълто-кафяво. Има силно хигроскопично действие. Бързо попива влагата от измити с вода предмети. В домакинството се използва за подсушаването на цокли и фаянс. Намира широко приложение и в подсушаването на автомобили и автомобилни стъкла след тяхното измиване. От гюдерия се изработват също ръкавици. Използва се и за почистване на оптически уреди.

## Разговорна форма
Гюдерия още означава лека форма на „парцал“, в нарицателна форма на „лека жена“.